# Aspect (grammaire)
Pour les articles homonymes, voir Aspect.
En linguistique, l'aspect est un trait grammatical associé au prédicat (le plus souvent au verbe, mais pas exclusivement), indiquant la façon dont le procès ou l'état exprimé par le verbe est envisagé du point de vue de son développement (commencement, déroulement, achèvement, évolution globale ou au contraire moment précis de cette évolution, etc.).
Selon les termes de Paul Imbs, le procès est envisagé sous l'angle de son déroulement interne, au contraire du temps, qui donne une indication sur le procès d'un point de vue extérieur à ce dernier.
Le concept d'aspect a été importé dans les langues occidentales à partir de la grammaire des langues slaves et le mot « aspect » lui-même est une traduction du russe « вид » (vid). Toutefois, l'aspect tel qu'il existe en russe par exemple ne recouvre pas forcément ce qu'on peut entendre par ce terme dans le cadre de l'étude d'autres langues. C'est pourquoi les équivalences du type le perfectif russe correspond à tel ou tel temps ou tel aspect en français sont peu sûres. 
Ainsi, les aspects sont nommés par des termes parfois trompeurs et il convient d'être prudent, notamment à cause des « faux-amis » dans les traductions.

## Considérations générales: l'aspect dans la conjugaison

### Quelques définitions d'un terme au sens incertain
La notion de déroulement interne de Paul Imbs se retrouve, sous d'autres termes, dans de nombreuses définitions. Oswald Ducrot propose cette définition en 1972 :
« Les indications d'aspect sont toujours intérieures au prédicat. Le prédicat comporte en effet, non seulement l'idée d'une certaine qualité ou d'une certaine action ("être bleu", "venir dîner"), mais l'idée d'un certain mode de manifestation dans le temps de cette action ou de cette qualité, l'indication de la façon dont elles remplissent la période concernée par l'énonciation : c'est là ce qu'on appelle l'aspect ».
Bien qu'il semble y avoir un consensus sur la notion même d'aspect, et sur ce que ce terme représente globalement (notamment par rapport au temps), la description des différents aspects est en revanche très diverse ; les mêmes termes renvoient souvent à plusieurs notions différentes (voir infra).

### Différence temps-aspect
L'aspect donne une indication par rapport au moment où le procès a lieu, et non par rapport au moment où l'on parle (sinon l'aspect se confondrait avec le temps). En d'autres termes, alors que le temps indique où se situe le procès dans le temps par rapport à l'acte d'énonciation, l'aspect renseigne sur sa progression et son évolution. Selon les termes de Paul Imbs, le procès est envisagé sous l'angle de son déroulement interne.
Exemple : Quand sa femme rentrera, Jean sera déjà sorti. Par rapport à celui qui dit cela (acte d'énonciation), ces deux actions n'ont pas encore eu lieu (d'où les temps : futur simple et futur antérieur). Mais par rapport au moment où la femme rentre, Jean a achevé son action (d'où l'aspect accompli de sera sorti) — au contraire de sa femme qui est en train de passer le seuil de la porte (d'où l'aspect inaccompli de rentrera).
En français, l'aspect n'a pas de marque flexionnelle propre. Par ailleurs, d'une façon générale, l'aspect et la chronologie sont de fait souvent liés sémantiquement : il y a par exemple une relation entre l'aspect achevé et le passé.

### Aspect, mode, temps
Pour Gustave Guillaume, l'aspect est plus important que le mode, lui-même plus important que le temps (ou, mieux, l'époque) : en effet, toutes les formes verbales indiquent au moins un aspect, certaines d'entre elles ont un mode, et quelques-unes seulement indiquent une époque : par exemple, tous les infinitifs ont un aspect, mais n'indiquent aucun mode ni époque. Chanter est à l'aspect sémantique imperfectif, ainsi qu'à l'aspect lexical coverbal inaccompli. De même, l'auxiliarisation d'un infinitif tel que avoir chanté ne donne aucune indication d'époque : une fausse impression nous est donnée du fait que avoir chanté est à l'aspect accompli.
Par conséquent, pour Guillaume, l'aspect est une saisie précoce du mouvement cinétique de construction d'une image verbale dans l'état d'ébauche. Le mode est une saisie médiane, et le temps (au sens d' époque) est une saisie tardive, perfectionnée, d'une image verbale très achevée. 

### Aspect grammatical/aspect lexical/aspect sémantique
Certains aspects sont systématiques dans certaines langues. Par exemple, en français, le passé simple est toujours la marque de l'aspect inaccompli, comme tous les temps simples, alors que les temps composés sont toujours la marque de l'aspect accompli. Il s'agit d'un aspect grammatical, car l'aspect dépend alors du temps auquel le verbe est conjugué.
D'autres aspects, en revanche, dépendent du sens du verbe (aspect sémantique), du contexte coverbal (auxiliaire et adverbes : aspect lexical), ou enfin des flexions de conjugaison (aspect grammatical). Marc Wilmet appelle ce dernier aspect aspect affixal, qui regroupe selon lui non seulement les aspects dépendant des flexions, mais aussi les aspects dépendants de tous affixes. En cela il considère que les flexions sont des affixes comme les autres, à moins qu'il ne laisse leurs différences de côté pour l'étude des aspects. On le voit, le classement des aspects dépend beaucoup du classement de leur marque.

## Aspects non verbaux

### Aspect du nom et de l'adjectif
On a parfois étendu la notion d'aspect aux noms et aux adjectifs. Par exemple : 
- L'article en cours de réalisation indique l'aspect progressif.
- Des gens souvent attentionnés indique l'aspect itératif (ou une quantification existentielle, selon l'interprétation) [9]
- Un homme vieillissant : aspect inchoatif (début de la vieillesse).
- L'achèvement des travaux : aspect terminatif.

La liste des aspects grandit alors sans fin, les aspects du nom ou de l'adjectif étant infiniment plus variés que les aspects verbaux.

## Les différentes théories des aspects
De nombreuses grammaires se basent sur des théories différentes. Certains aspects semblent cependant  universellement reconnus, malgré une terminologie parfois différente : ainsi, l'aspect lexical de Delphine Denis et Anne Sancier-Chateau correspond de toute évidence à l'aspect sémantique de Marc Wilmet. En revanche, chez les premières, la question de l'auxiliaire est traitée très différemment de chez Wilmet : ce dernier considère tout auxiliaire comme un morphème autonome par rapport au verbe, et il classe donc tous les aspects utilisant un auxiliaire parmi les aspects coverbaux, tandis que Delphine Denis et Anne Sancier-Chateau considèrent les auxiliaires modaux (⇒ « périphrase d'aspect ») comme très différents des auxiliaires être et avoir qui ne seraient que des marques grammaticales (⇒ aspect accompli ou non accompli).

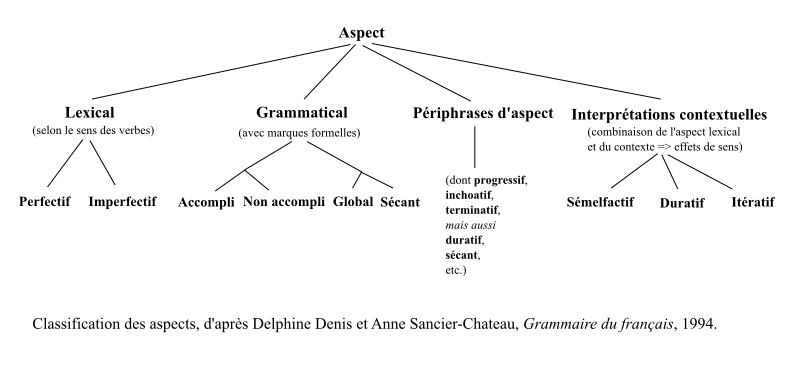
Les aspects, selon Delphine Denis et Anne Sancier-Chateau.

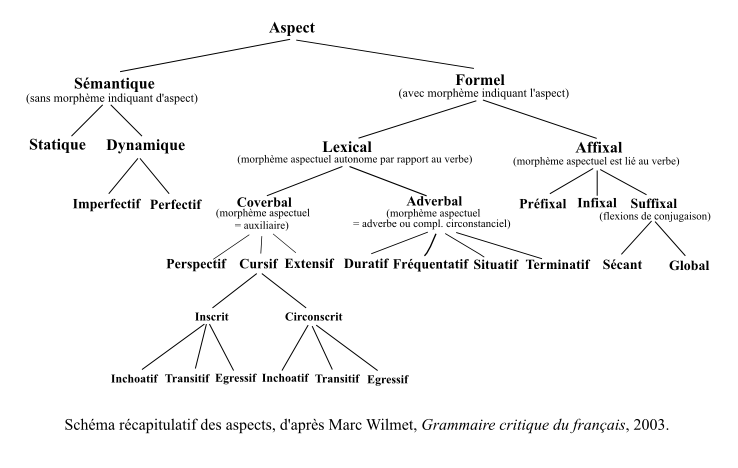
Les aspects selon Marc Wilmet.

### Aspect et Aktionsart

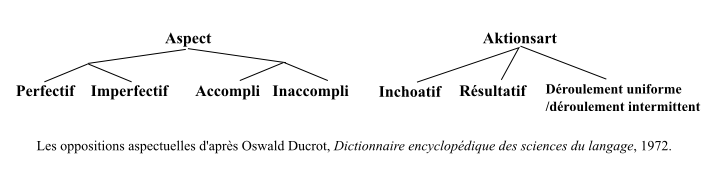
En 1972, Oswald Ducrot reprend la distinction aspect et Aktionsart.

Pour Oswald Ducrot, il y a deux distinctions fondamentales dans les aspects : aspect perfectif/imperfectif, et aspect accompli/inaccompli. Par ailleurs, il distingue aspect (ou aspect subjectif) et Aktionsart (ou aspect objectif, ou encore mode d'action) :
[après avoir opposé les aspects accompli/ non accompli, et perfectif/imperfectif ] 
« Les aspects, tels qu'ils viennent d'être définis (par le rapport entre la qualité ou l'acte prédiqués et la période à propos de laquelle est faite la prédication) sont à séparer des modifications que l'on peut introduire dans la représentation d'une action selon le type de déroulement qu'on lui attribue, et le moment de son déroulement où on la considère (c'est ce que les linguistes allemands appellent Aktionsart, mode d'action ; on les appelle aussi aspects objectifs, par opposition aux vrais aspects, dits subjectifs). » 
(Ducrot et Todorov, « Temps et modalité dans la langue », in Dictionnaire encyclopédique des sciences du langage, Seuil, 1972, p. 391-392).
Puis Ducrot et Todorov donnent comme exemple d'Aktionsart l'inchoatif, le résultatif, et le déroulement uniforme/intermittent (par ex. voler - voleter).

## Synthèse des différents aspects

### Lesaspects grammaticaux(ou affixaux)

#### Aspect accompli/inaccompli
Dans l'aspect accompli, l'action est envisagée au-delà de son terme : du point de vue de celui qui agit, le procès du verbe est achevé. Ex.: Jean a chanté, Jean avait chanté, Jean aura chanté. À ce moment-là, Jean est sorti, Jean était sorti, Jean sera sorti.
L'aspect non accompli envisage l'action se déroulant : Jean chante, Jean chantait, Jean chanta. Jean sort, Jean sortait, Jean sortit.
On croit souvent que le passé simple est accompli et pas l'imparfait, parce qu'on a l'impression que l'action est achevée. Et effectivement, tous les verbes au passé dénotent une action achevée du point de vue de celui qui parle. Mais l'aspect est une manière d'envisager l'action au moment où elle se produit et pas par rapport au moment où l'on en parle. La notion d'aspect est libérée de la notion de temps en répondant à cette question : comment évolue l'action au moment où elle se produit (quel que soit le moment) ? Réponse : au moment où "Jean chanta", on voit Jean en train de chanter : l'action n'est pas terminée (aspect inaccompli), de même que dans jean chantait. Et au moment où Jean a chanté/Jean avait chanté l'action est déjà accomplie, on peut voir Jean sortant du conservatoire de musique : Jean avait déjà chanté lorsqu’il sortit du conservatoire/Jean a déjà chanté lorsqu'il sort du conservatoire.
La différence passé simple/imparfait n'est cependant pas gratuite et tient à la différence aspect sécant/non-sécant.

#### Aspect sécant/non-sécant
L'aspect non-sécant envisage une action d’importance, au premier plan (il chanta). L'action est considérée avec des limites que l'on connaît (il chanta pendant 3 heures), globalement.
L'aspect sécant, non-global ou duratif envisage une action qui a lieu en arrière-plan, de moindre importance ; l'action est considérée sans limite précise, à un moment précis de son déroulement : dans Jean chantait quand je sortis du conservatoire, on peut voir Jean figé, en train de chanter, pendant que je sortis. On ne considère pas l'action dans sa globalité mais au contraire on la prend en coupe à un moment donné de son évolution, d'où le terme sécant.
Le terme duratif pour sécant (imparfait) est trompeur. Il ne faut pas considérer que cet aspect indique une certaine durée (la longueur d'une action n'est jamais indiquée par l'aspect) mais qu'il saisit l'action dans une durée (quelle qu'elle soit) et non à un moment précis (ponctuel).

#### Aspect multiplicatif
L'aspect multiplicatif ne renvoie pas à une fréquence de répétition comme l'aspect fréquentatif (ou itératif), mais à une multiplication du procès (criailler). Il s'agit d'un aspect affixal et non pas grammatical.

#### Aspect progressif- Sens de Marc Wilmet
L'action est envisagée dans sa progression : le mal va croissant.

#### Aspect duratif
Il s'agit de l'aspect dans <<Je suis en train de chanter.>>

#### Aspect prospectif
Il s'agit de l'aspect de <<être sur le point de>> dans <<Cela est sur le point de casser.>> (au futur immédiat de l'indicatif de l'aspect prospectif), ou <<est parti pour>> dans <<Cela est parti pour augmenter.>>.

### Aspect sémantique

#### Aspect perfectif/imperfectif
L'aspect perfectif envisage une action qui, une fois achevée, ne peut être prolongée à moins d'être répétée (contrairement à ce qui se passe avec l'aspect imperfectif) : Jean sort (+ verbe sortir à tous les temps)[pas clair]. Contrairement aux aspects accompli et inaccompli, cet aspect ne dépend pas du temps, mais du sens du verbe (le contexte pouvant bien sûr changer le sens de ce verbe).
L'aspect imperfectif envisage une action indéfinie et prolongeable, à moins qu'un événement extérieur ne vienne l'interrompre : Jean chante (+ le verbe chanter à tous les temps)[pas clair].

#### Aspect statique
L'aspect statique est l'aspect de tous les verbes qui ne sont ni perfectifs ni imperfectifs.

### Aspect lexical

#### Aspects inchoatif et terminatif
L'aspect inchoatif envisage l'action comme étant en train de commencer (il s’endort).
L'aspect cessatif ou terminatif envisage l'action comme étant en train de se terminer.

#### Aspect semelfactif/itératif(ou /fréquentatif)
L’aspect itératif indique la répétition d'un procès. Il s'oppose au semelfactif, qui dénote une action ponctuelle, qui ne se produit qu'une fois. Dans son acception la plus courante, il est marqué par des éléments extérieurs au syntagme verbal
Cet aspect ne peut se retrouver qu'avec certains temps comme le présent de l'indicatif (« Tous les jours je vais à l'école ») ou au passé avec l'imparfait (« Tous les jours j'allais à l'école »).
Dans le cas de l'imparfait, on parle dès lors d'imparfait d'habitude ou imparfait itératif, cette nouvelle valeur prenant le pas sur la valeur sécante de ce temps. Ainsi on peut dire : « Tous les jours, jusqu'à midi, j'allais à l'école » ce qui est impossible dans un contexte différent étant donné la valeur non sécante qu'induit la borne temporelle finale jusqu'à midi, incompatible avec la valeur sécante inhérente à l'imparfait.

#### Aspect télique/atélique
En linguistique, la télicité (du grec ancien τέλος / télos, « fin ») est la propriété d’un verbe ou d’un syntagme verbal qui présente une action ou un événement comme menés à leur terme en un sens ou un autre. Un verbe ou syntagme verbal possédant cette propriété est dit télique, alors que s’il présente l’action ou l’événement comme non achevés il est dit atélique.

## Interactions entre les différents aspects

### Cohabitation ou incompatibilité
En français, plusieurs aspects cohabitent toujours et s'articulent entre eux dans une même forme verbale. Par exemple, dans Jean sortit de la maison, sortit contient à la fois l'aspect perfectif du verbe sortir dans ce contexte, l'aspect global propre au passé simple, et l'aspect non accompli propre aux formes simples des temps.
En effet tous les verbes, en français, contiennent de toute façon au moins un aspect sémantique (sauf les copules et autres verbes vidés de leur sens). Or, dès qu'un verbe est employé, il contient l'aspect accompli ou inaccompli, selon la forme (simple ou composée) du temps auquel il est conjugué (y compris l'infinitif, qui a une forme simple ou composée : manger/avoir mangé). Tout verbe a donc au moins deux aspects en français.
Un exemple canonique de cette cohabitation est l'articulation de l'opposition sécant/non sécant avec l'opposition imperfectif/perfectif. Les verbes s'accordent logiquement avec l'aspect sécant quand ils sont imperfectifs (Julien lisait) et avec l'aspect non-sécant quand ils sont perfectifs (La marquise sortit). Mais bien sûr un autre usage peut se faire pour un effet de sens particulier.
Cependant, certains verbes téliques ne peuvent pas recevoir l'aspect sécant. Ainsi, l'action de construire une maison pendant une durée précise est télique : on ne peut pas dire Jean construisait une maison pendant un mois. La précision exacte de la durée (début et fin) nous empêche de considérer l'action à un moment précis de son déroulement (comme dans l'imparfait) et nous oblige au contraire à la considérer globalement (comme dans le passé simple). Un verbe télique sera donc toujours à l'aspect non-sécant : Jean construisit sa maison pendant un mois, Jean a construit sa maison pendant un mois, Jean construira sa maison pendant un mois.

### Une complexité qui peut être source de confusion

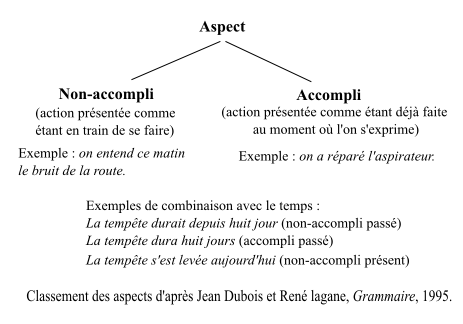
Classement des aspects dans une grammaire traditionnelle commerciale très grand public. Les aspects sont utilisés (et simplifiés) pour expliquer des faits de conjugaison.

Dans cette grammaire Larousse, qui n'accorde à la question de l'aspect qu'une quinzaine de lignes, seuls les aspects accompli et non-accompli sont signalés pour expliquer la forme composée de certains temps. Une telle simplification conduit à un emploi imprécis et confus des notions d'aspect accompli et d'aspect inaccompli. La définition qui est donnée de l'aspect non-accompli correspond en effet à la définition courante de l'aspect global (ou non-sécant) et celle de l'accompli à celle de l'aspect sécant. En outre, le troisième exemple de "combinaisons avec le temps" - La tempête s'est levée aujourd'hui - n'est pas conforme à la définition du non-accompli que donnent les auteurs : d'un point de vue purement grammatical, l'action de se lever n'est pas "en train de se faire", mais est bien "déjà faite au moment où l'on s'exprime".
De tels exemples donnent l'occasion de démêler la complexité des interactions entre les questions de temps, les différents aspects et d'autres possibilités d'interprétation. Du point de vue du temps, les trois exemples de "combinaisons avec le temps" relèvent du passé parce qu'ils sont antérieurs à la situation d'énonciation, y compris le troisième exemple car la tempête s'est levée à un moment antérieur à celui auquel l'énonciateur énonce sa phrase. Ce point de vue chronologique ne doit pas être confondu avec la question de l'aspect accompli : dans le premier et le deuxième exemple le passé simple et l'imparfait, qui sont des temps du récit, sont appréhendés depuis un repère chronologique implicite situé dans le passé : et depuis ce repère, les aspects de ces deux verbes sont non-accomplis, comme le sont tous les temps simples. Par ailleurs, le premier exemple, rédigé à l'imparfait relève d'un aspect sécant, car le procès du verbe est saisi dans son déroulement interne, tandis que le deuxième exemple au passé simple correspond à l'aspect global (ou non-sécant) car le procès du verbe implique ici l'ensemble de son déroulement, achèvement compris. Le troisième exemple relève non pas d'un "non-accompli du présent", mais bien d'un accompli du présent, l'action de se lever étant effectivement accomplie au moment de l'énonciation. Toutefois sur le plan de l'interprétation, la formulation invite à en déduire de façon implicite que la tempête se déroule encore, puisque l'énonciateur n'a pas précisé que la tempête s'est arrêtée. Mais une telle déduction n'est pas comprise dans l'aspect verbal, elle relève d'un autre plan de l'analyse des énoncés, qui est celui de la rhétorique (l'interprétation, ici, relève d'une métalepse : ne mentionner que le début de l'événement est une manière de suggérer que celui-ci se poursuit).

## Le traitement de l'aspect selon les langues

### Tableau des correspondances entre les langues
Ce tableau montre combien la ressemblance entre les langues (notamment français et anglais) est trompeuse. Les aspects ne recouvrent pas la même réalité selon les langues. On a souvent un même aspect pour plusieurs temps, ou bien un même temps recouvre plusieurs aspects, ceci parfois dans une même langue. La confusion atteint des sommets quand, en France, un professeur d'anglais par exemple, voulant parler du perfective aspect, traduit par le faux-ami aspect perfectif.
Pour parler du perfektum slave, on a pendant très longtemps employé le terme perfectif. Cet aspect est tellement important en slave qu'on peut en parler en français sans même connaitre les aspects du français, en traduisant logiquement perfektum par perfectif (faux-ami). Mais depuis quelques années, la notion de perfektum en slave recouvre deux notions en français, d'une part l' accompli (qui est un aspect grammatical) et d'autre part le perfectif (qui en français est un aspect lexical et qui ne correspond pas tout à fait au perfektum slave). Nombre de travaux en français donnent d'ailleurs encore le mot perfectif comme synonyme  de accompli (deux notions différentes en français).
| Français                      | Anglais                      | Italien              | Tchèque       | Allemand                     |
| ----------------------------- | ---------------------------- | -------------------- | ------------- | ---------------------------- |
| Aspect accompli               | Aspect accompli/inaccompli   | Aspetto perfettivo   | dokončenost   | Aspect perfectif/imperfectif |
| Aspect inaccompli             | Imperfect aspect             | Aspetto imperfettivo | nedokončenost | Imperfektiver Aspekt (de)    |
| Aspect global (ou non-sécant) | Aspect perfectif/imperfectif | Aspetto puntuale     | jednorázovost | Perfektiver Aspekt           |
| Aspect sécant                 | Imperfective aspect (en)     | Aspetto imperfettivo | opakovanost   | Imperfektiver Aspekt (de)    |
| Aspect perfectif              | telic                        | ?                    | dokonavost    | Aspect (homonymie)           |
| Aspect imperfectif            | atelic                       | ?                    | nedokonavost  | ?                            |

### Différence de traitement de l'aspect
Les manières d'exprimer l'aspect ainsi que son importance dans le système de la langue sont très variables. Dans certaines langues, l'aspect verbal fait partie intégrante du système verbal. Ainsi, en russe ou slovène, on emploie deux verbes différents (le plus souvent par modification ou adjonction d'un préfixe) pour exprimer les aspects perfectif et imperfectif (slovène : piti boire ; spiti boire d'un trait), tandis qu'en grec ancien c'est par le choix des suffixes désinentiels qu'on fait varier l'aspect (perfectif, imperfectif et statique), lequel est surtout exprimé aux autres modes qu'à l'indicatif. En conséquence, en russe, les oppositions d'aspects sont représentées lexicalement (il existe deux lemmes distincts pour exprimer les deux aspects) tandis qu'elles le sont le plus souvent morphologiquement en grec (il existe plusieurs formes pour un seul lemme ; cf. Conjugaisons du grec ancien). Dans ces deux langues, de plus, la valeur aspectuelle du verbe est indépendante de celle du temps, qu'elle ne remplace pas entièrement : ainsi, il est possible d'exprimer un trait aspectuel indépendamment du temps, comme un passé perfectif ou imperfectif, au choix. En grec, cependant, ces possibilités sont moins étendues, le temps n'y étant exprimé qu'à l'indicatif, mode dans lequel il n'est pas possible d'exprimer un présent autre qu'imperfectif.
Dans d'autres langues, comme le mandarin, l'aspect est exprimé indépendamment du verbe, au moyen de particules post-verbales ou de fin de phrase, comme 了 le (aspect accompli ou inchoatif, selon sa place) ou 過 guo (passé d'expérience). Ces particules sont plus ou moins liées à l'expression du temps (le peut servir autant au passé qu'au présent ou au futur tandis que guo ne concerne que le passé). En créole guadeloupéen, ce sont des particules pré-verbales (ka, ké, etc.) qui jouent des rôles similaires.

### Listes des aspects inconnus du français

#### Aspect résultatif
Marc Wilmet ne parle que d'état résultant (Wilmet, §403) souligné par certains emplois de être + participe passé, comme dans il a crevé/chu/trépassé au lieu de il est crevé/chu/trépassé. Cependant, D. Creissels parlerait d'un aspect résultatif pour Ma voiture est réparée.